# Championnat du Bangladesh de football 2012
Navigation
Édition précédente Édition suivante
La saison 2012 du Championnat du Bangladesh de football est la cinquième édition de la Bangladesh League, le championnat national professionnel de première division bangladais. Les onze équipes engagées sont regroupées au sein d'une poule unique où elles affrontent deux fois leurs adversaires, à domicile et à l'extérieur. En fin de saison, les deux derniers du classement sont relégués et il n'y a pas de promotion de deuxième division.
C'est le club d'Abahani Limited Dhaka qui remporte la compétition cette saison après avoir terminé en tête du classement, avec un seul point d'avance sur Muktijoddha Sangsad KC et onze sur Mohammedan SC Dacca. C'est le quatrième titre de champion du Bangladesh de l'histoire du club en cinq saisons.

## Participants
- Abahani Limited Dhaka
- Mohammedan SC Dacca
- Muktijoddha Sangsad KC
- Sheikh Russell KC
- Farashganj SC
- Brothers Union
- Arambagh KS
- Team BJMC - Promu de D2
- Feni Soccer Club
- Sheikh Jamal Dhanmondi Club
- Rahmatganj MFS

## Compétition

### Classement
Le classement est établi sur le barème de points classique : victoire à 3 points, match nul à 1, défaite à 0.
| Rang | Équipe                          | Pts | J  | G  | N | P  | Bp | Bc | Diff |
| ---- | ------------------------------- | --- | -- | -- | - | -- | -- | -- | ---- |
| 1    | Abahani Limited Dhaka           | 45  | 20 | 13 | 6 | 1  | 42 | 15 | +27  |
| 2    | Muktijoddha Sangsad KC          | 44  | 20 | 13 | 5 | 2  | 43 | 10 | +33  |
| 3    | Mohammedan SC Dacca             | 34  | 20 | 9  | 7 | 4  | 33 | 21 | +12  |
| 4    | Team BJMCP                      | 33  | 20 | 9  | 6 | 5  | 32 | 20 | +12  |
| 5    | Sheikh Russell KC               | 32  | 20 | 9  | 5 | 6  | 30 | 20 | +10  |
| 6    | Sheikh Jamal Dhanmondi Club'T'C | 25  | 20 | 7  | 4 | 9  | 27 | 33 | -6   |
| 7    | Brothers Union                  | 24  | 20 | 6  | 6 | 8  | 25 | 35 | -10  |
| 8    | Arambagh KS                     | 19  | 20 | 5  | 4 | 11 | 20 | 37 | -17  |
| 9    | Feni Soccer Club                | 19  | 20 | 5  | 4 | 11 | 15 | 32 | -17  |
| 10   | Farashganj SC                   | 18  | 20 | 4  | 6 | 10 | 15 | 26 | -11  |
| 11   | Rahmatganj MFS                  | 9   | 20 | 2  | 3 | 15 | 13 | 46 | -33  |

|  | Qualification pour la Coupe du président de l'AFC 2013                                     |
|  | Relégation directe en deuxième division                                                    |
|  | T : Tenant du titre C : Vainqueur de la Coupe du Bangladesh P : Promu de deuxième division |

## Bilan de la saison
| Championnat du Bangladesh de football 2012 |                                  |
| Champion                                   | Abahani Limited Dhaka (4e titre) |
| Coupes et trophées                         |                                  |
| Vainqueur de la Coupe du Bangladesh 2012   | Sheikh Jamal Dhanmondi Club      |
| Qualifications continentales               |                                  |
| Coupe du président de l'AFC 2013           | Abahani Limited Dhaka            |
| Promotions et relégations                  |                                  |
| Promus en Bangladesh League                | Aucun                            |
| Relégués en Bashundara Senior Division     | Farashganj SC                    |
| Relégués en Bashundara Senior Division     | Rahmatganj MFS                   |